# Ititioca
Ititioca é um bairro da cidade de Niterói. Pertence à região de Pendotiba, e fica próximo a Santa Rosa e ao Viradouro. De relevo montanhoso, é uma comunidade de baixo IDH. Limita-se com os vizinhos bairros do Caramujo, Sapê, Largo da Batalha, Viradouro, Santa Rosa e Viçoso Jardim.

## História
Até meados do século, não havia vias de circulação no bairro. Consequentemente, o crescimento demográfico era pequeno.Consta que nos anos 50, pela partilha de três sítios existentes no local, teria se originado este bairro, cuja denominação se deveria à pré-existência de uma oca indígena, cujos vestígios teriam existido até aquela década

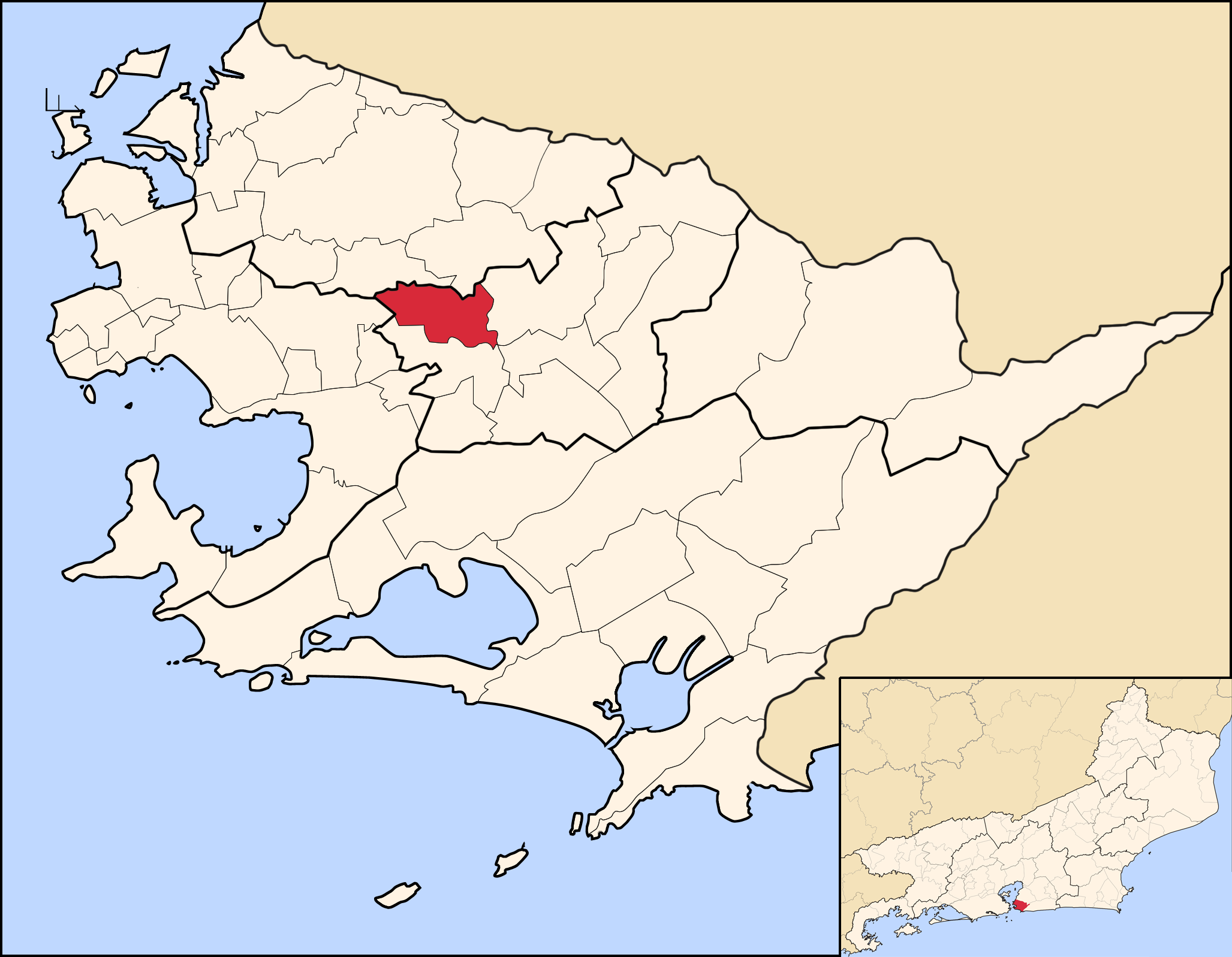
Localização do bairro da Ititioca no município de Niterói.

Iniciado o processo de partilha, sucedido pela fase dos loteamentos de periferia, o bairro começou a receber fluxos significativos de novos moradores, principalmente de nordestinos, a exemplo do que ocorreu também em outras áreas da região.
Em decorrência de sua topografia e do seu processo de ocupação, o bairro não tem homogeneidade interna. Ao contrário, a diversidade estabelecida permite identificar pelo menos as seguintes localidades: Ititioca, Poço Largo, Capim Melado, Atalaia, Morro do Bumba, Morro da Vitória e parte do Morro do Céu.Todas estas localidades foram ocupadas, predominantemente, por segmentos de baixa renda, o que torna Ititioca um dos bairros mais pobres de Niterói.
Do ponto de vista dos equipamentos sociais, destaca-se um Posto de Saúde da Prefeitura, um orfanato e um Centro Social ligados à Arquidiocese de Niterói e apoiados por ONG’s alemãs. Dentre estes órgãos, o Posto de Saúde desempenhou importante papel potencializador na organização social da comunidade. A partir da prática de reflexões sobre o cotidiano numa espécie de "sala de espera", surgiu a Associação de Moradores de Ititioca, uma das pioneiras em todo o Município.

## Morro do Bumba
Para a contenção da encosta do morro do Bumba, onde já foi um lixão, estão sendo colocadas placas da grama batatais, por ter um crescimento rápido e se desenvolver em solo mais pobre. Debaixo dessa grama, foi colocado um selo de argila de um metro de espessura para evitar que o chorume, líquido liberado pelo lixo e altamente poluente, infiltre no novo solo vegetal. Na parte superior do morro, onde o terreno não é inclinado, foram feitas covas de 15 a 20 cm para a plantação de oito tipos de sementes. Já na praça, foi usada a grama esmeralda, por ter bastante resistência ao pisoteio.
Para escoar a água e evitar que o solo fique encharcado provocando novos deslizamentos, foram construídas escadas hidráulicas na parte do morro onde não tem lixo, e colchões renos, gaiolas enchidas com pedras de mão, na área onde há lixo. Foram feitas uma drenagem profunda das nascentes e do chorume e ainda o serviço de terraplanagem, colocação de terra para aplainar o terreno. Segundo um funcionário da empresa responsável pelas obras, o lixo não foi retirado do local porque não havia necessidade.